# Melinda Wagner
Melinda Jane Wagner (ur. 25 lutego 1957 w Filadelfii) – amerykańska kompozytorka.
W 1999 zdobyła nagrodę Pulitzera w dziedzinie muzyki.